# ドイツによるアメリカ大陸の植民地化
ドイツ人によるアメリカ大陸の植民地化（ドイツじんによるアメリカたいりくのしょくみんちか、英: German colonization of the Americas）は、16世紀と17世紀にベネズエラ（ドイツ語でクライン・ヴェネーディヒ、小さなヴェネツィアの意）、ヴァージン諸島のセント・トーマス島、ガイアナのクラブ島およびヴァージン諸島のトルトラ島で試みられたが、すべて短期間で失敗した。

## ベネズエラ
1528年、アウクスブルクの銀行家一族ヴェルザー家のアントンとバーソロメウスが、神聖ローマ帝国皇帝カール5世（スペイン王カルロス1世）からベネズエラに対する権利を得た。この権利は、ハインリヒ・エーヒンガーとヒエロニムス・ザイラーがそれぞれ独自にあるいはヴェルザー家の代理人として交渉したものだった。しかし、1531年までにヴェルザー家がその権益を確実に支配するようになっていた。植民地化計画が立てられ、1529年にはアンボロシウス・エーヒンガーが知事として現地に到着した。
エーヒンガーは、1528年10月7日に、スペイン人ガルシア・デ・レルマと281人の開拓者と共に、スペインのセビリアを出発した。サントドミンゴでレルマはサンタ・マルタでの任務を果たすために50人の仲間と共に隊を離れた。レルマはサンタ・マルタの知事が殺された後でそこのスペインの支配を再確立する任務を帯びていた。エーヒンガーと残りの者達はベネズエラ海岸に向かい、1529年2月24日にサンタ・アナ・デ・コロで上陸した。そこからは伝説の黄金の都エル・ドラードを探索して内陸を探検した。その後のドイツ人知事、ニコラウス・フェーダーマン、ゲオルク・ホーアームート・フォン・シュパイアー、フィリップ・フォン・フッテンも全て主に金を探すことを続けた。フェーダーマンはアンデス山脈を越えてボゴタまで行き、そこでスペイン人セバスティアン・デ・ベラルカサルとその地に対するゴンザロ・ヒメネス・デ・ケサダの領有権主張について争った。ドイツ人鉱山師がベネズエラに渡り、また砂糖プランテーションで働かせるために4,000人のアフリカ人奴隷が連れてこられた。1541年までにスペインとの論争が持ち上がり、1556年にはヴェルザー家の者達がその植民地に対する支配権を取り上げられた。

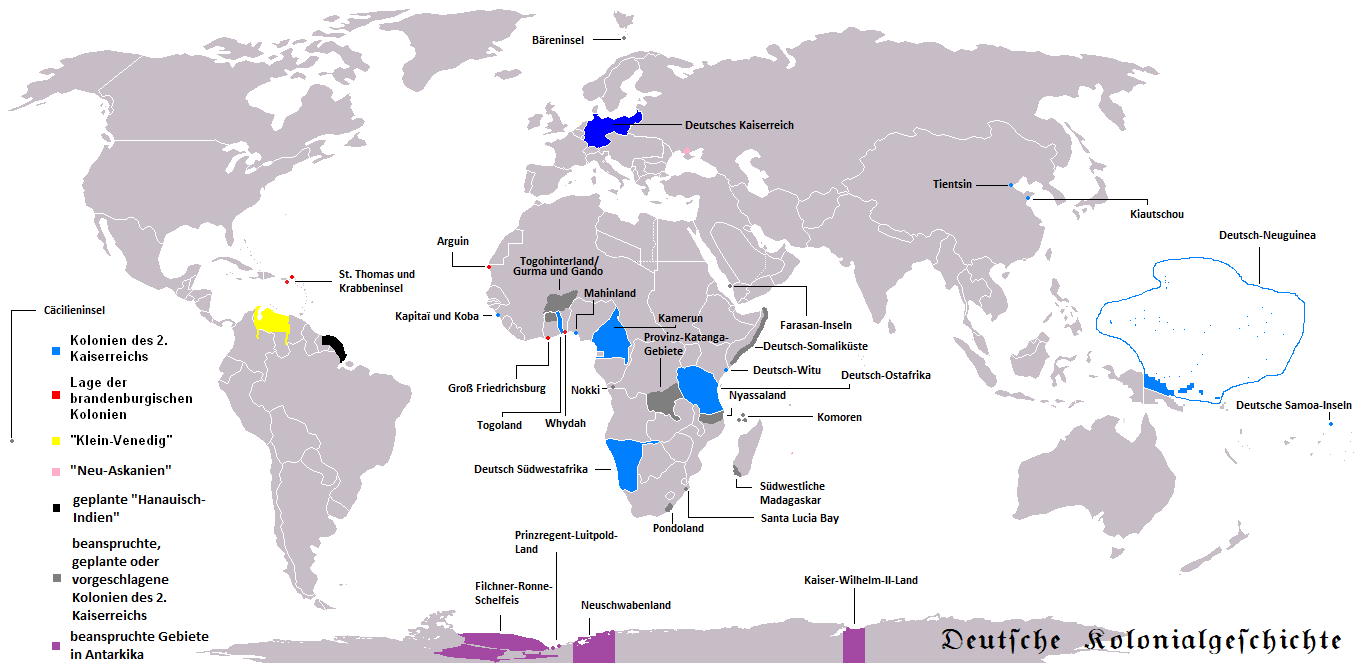
ドイツ植民地帝国の地図、黄色がクライン・ヴェネーディヒ（ベネズエラ）、カリブ海などの赤い点がプロイセンの植民地を示す。

ドイツ人植民者は金を求めて奥地の先住民領土まで度々分け入り、その多くが熱帯性の病気や敵対的先住民の攻撃によって死んだ。

## カリブ海
17世紀後半、後にプロイセン王国になったブランデンブルク辺境伯領のブランデンブルク・アフリカ会社が、アフリカとカリブ海のセント・トーマス島に植民地を設立した。この島は当時デンマークが領有していたが、ブランデンブルクは奴隷貿易のためにカリブ海の中継点を欲したので、デンマーク西インド会社との協定によりセント・トーマス島の使用権を得た。しかし、わずか8年後にはデンマークに取り上げられた。
一方、17世紀半ばに、ドイツが指導していたポーランド・リトアニア共和国の属国クールラント・ゼムガレン公国が、カリブ海のトバゴ島とアフリカのガンビアでセントアンドリューズ島を植民地化したが、17世紀後半には放棄された。

## ドイツ人移民

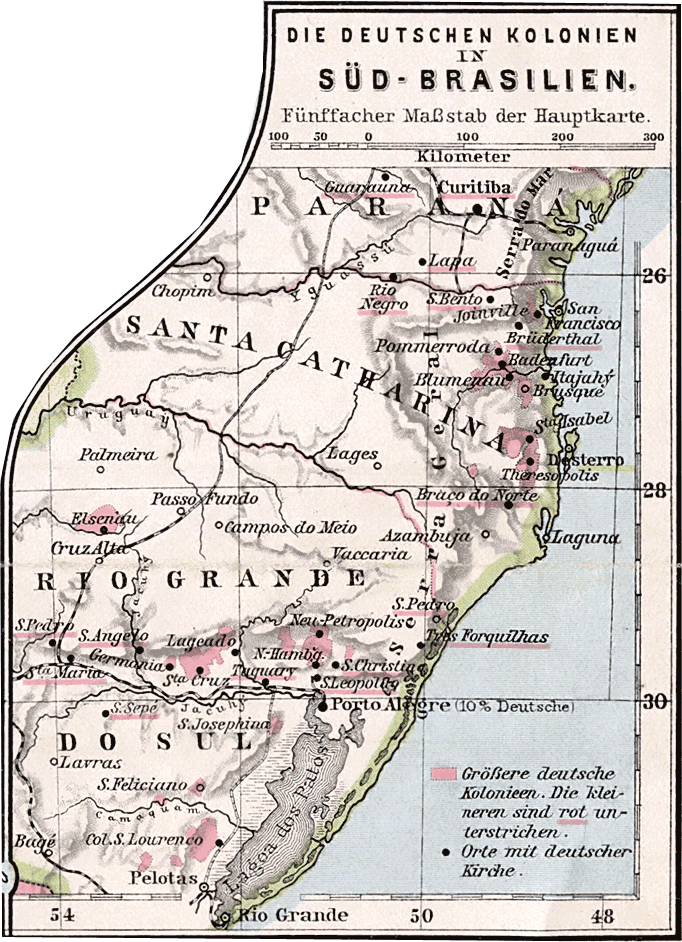
ブラジル南部のドイツ人開拓地、赤色地域が主要開拓地、黒点はドイツ人の教会があった町

ドイツ人開拓者は、アメリカ合衆国のペンシルベニアと中西部をはじめ、ベネズエラのコロニア・トバール、チリの南部、ニカラグア、ブラジル南部、アルゼンチン、メキシコのチアパス州ソコヌスコ、グアテマラのアルタ・ベラパス、ペルーのポスソとオハパンパにも移民して開拓地を造り、ウェールズ人がアルゼンチンのパタゴニアに移民したのと同じ頃にパラグアイに幾つかの町を設立した。ベネズエラに入ったドイツ人はコロニア・トバルの町を最も繁栄させた。しかし、これらドイツ人は土地の政府からの招請で入植したのであり、いかなるヨーロッパ諸国に対しても忠誠であることはなかった。彼らは現在これらの国の住民の中に融合している。